# Ernest Montaut
Ernest Montaut (* 1878 in Frankreich; † 1909 in Paris) war ein französischer Plakatkünstler.

## Leben
Montaut begann seine Karriere als Entwerfer von Plakaten gegen Ende des 19. Jahrhunderts, indem er verschiedenste künstlerische Techniken als erster einführte, so zum Beispiel die Linien (Speed Lines), mit welchen die Geschwindigkeit des gezeigten Objekts dargestellt wird. Des Weiteren führte er die Verwendung der Perspektive in seine Zeichnungen ein. Er verwandte auch den sehr zeitaufwendigen Pochoirprozess, in welchem mittels einer gedruckten Schablone die Umrisse der Darstellungen gedruckt wurden ebenso wie die Bezeichnungen der beworbenen Dinge, wie z. B. Automobile, Reifen etc. und die Namen des Anbieters und Herstellers. Weitere Informationen waren das Jahr des Drucks, die Namen der Druckerei und des Künstlers. Nach dem Druck der Schablone wurden die Plakate jeweils mit der Hand koloriert, was dazu führte, dass auffällige Unterschiede in den Farben auftraten.
Montaut arbeitete mit dem Pariser Druckhaus Mabileau et Cie. zusammen. Mitte der 1890er Jahre wurde er sehr bekannt durch seine Plakate zu den verschiedenen Auto-, Motorrad- und Radrennen seiner Zeit. In seinen letzten Jahren stellten sie auch Zeppelin- und Flugzeugrennen dar. Nach seinem frühen Tod wurde seine Tätigkeit von seiner Frau Marguerite fortgeführt, die den Kosenamen Magy hatte und deren Plakatentwürfe mit Gamy gezeichnet wurden. 
Das Science Museum in London besitzt eine Anzahl seiner Plakate.